# 杨东屏
杨东屏（1932年—），男，河北人，中国数理逻辑学家，曾任中国数学会理事，曾任中国科学院软件研究所研究员、博士生导师。